# Moyencourt-lès-Poix
Moyencourt-lès-Poix é uma comuna francesa na região administrativa de Altos da França, no departamento de Somme. Estende-se por uma área de 10,45 km². Em 2010 a comuna tinha 183 habitantes (densidade: 17,5 hab./km²).